# Casa della Musica (Pieve di Cento)
La Casa della Musica sorge a Pieve di Cento. Si tratta del simbolo della rinascita della cittadina dopo il sisma del 2012. Infatti, esattamente cinque anni dopo a tale data, il 29 maggio 2017 è stata inaugurata alla presenza del Presidente della Repubblica Sergio Mattarella.
Insieme al Museo della Musica e alla Scuola di Liuteria presso Porta Ferrara, si tratta di uno degli edifici dedicati alla musica a Pieve.

## Edificio
La particolare struttura architettonica ricorda una batteria di percussioni, ed è composta, sia all'esterno che all'interno, da legno di rovere, come rimando alla radicata tradizione liutaia cittadina. Questo materiale è stato scelto anche per la sua capacità di contenere e amplificare i suoni. L'interno è composto da piccoli laboratori musicali mono-strumento di forma circolare, comunicanti con una "piazza" che funge da elemento distributivo, oltre che luogo comune di sosta dedicato alla condivisione della musica e ai saggi. La Casa della Musica è stata realizzata dallo studio dell'architetto Mario Cucinella, grazie alla raccolta fondi di imprese e lavoratori tramite il Trust Nuova Polis Onlus.
L'edificio viene utilizzato dagli studenti dell'istituto comprensivo di Pieve di Cento, oltre che dal Circolo Pievese di Musica Moderna.